# 집행유예 (영화)
"집행유예"는 1973년에 개봉한 대한민국의 영화이다.

## 캐스팅
- 박노식 : 쇼지 역
- 우연정 : 히데코 역
- 김진규
- 황정순
- 성소민
- 최성호
- 도금봉
- 독고성
- 황백
- 김기범